# Phylicia George
Phylicia George (ur. 16 listopada 1987 w Scarborough) – kanadyjska lekkoatletka specjalizująca się w sprinterskich biegach przez płotki. Okazjonalnie biega także płaskie dystanse sprinterskie oraz sztafety.
W 2011 zajęła 7. miejsce podczas mistrzostw świata w Daegu. Rok później, uplasowała się na 6. pozycji w finale igrzysk olimpijskich w Londynie.
Wielokrotna medalistka mistrzostw kraju.

## Osiągnięcia
| Rok  | Impreza                    | Miejsce        | Konkurencja                | Lokata     | Wynik (s) |
| ---- | -------------------------- | -------------- | -------------------------- | ---------- | --------- |
| 2011 | Mistrzostwa świata         | Daegu          | bieg na 100 m przez płotki | 7. miejsce | 17,97     |
| 2012 | Igrzyska olimpijskie       | Londyn         | bieg na 100 m przez płotki | 6. miejsce | 12,65     |
| 2014 | Igrzyska Wspólnoty Narodów | Glasgow        | bieg na 100 m przez płotki | eliminacje | 13,66     |
| 2015 | Igrzyska panamerykańskie   | Toronto        | bieg na 100 m przez płotki | 5. miejsce | 13,00     |
| 2015 | Mistrzostwa świata         | Pekin          | bieg na 100 m przez płotki | półfinał   | 12,87     |
| 2016 | Igrzyska olimpijskie       | Rio de Janeiro | bieg na 100 m przez płotki | 8. miejsce | 12,89     |
| 2016 | Igrzyska olimpijskie       | Rio de Janeiro | sztafeta 4 × 100 m         | 7. miejsce | 43,15     |
| 2017 | Mistrzostwa świata         | Londyn         | bieg na 100 m przez płotki | półfinał   | 13,04     |
| 2018 | Mistrzostwa NACAC          | Toronto        | sztafeta 4 × 100 m         | 3. miejsce | 43,50     |
| 2019 | Mistrzostwa świata         | Doha           | bieg na 100 m przez płotki | eliminacje | 13,49     |

## Rekordy życiowe
- bieg na 60 metrów przez płotki (hala) – 7,93 (16 lutego 2017, Łódź)
- bieg na 100 metrów – 11,25 (19 maja 2012, Port-of-Spain) / 11,14w (23 kwietnia 2016, Baton Rouge)
- bieg na 100 metrów przez płotki – 12,65 (7 sierpnia 2012, Londyn)